# Stark András (pszichiáter)
Stark András (Pécs, 1948. május 4. – Pécs, 2017. december 9.) magyar orvos, pszichiáter, egyetemi oktató.

## Élete

### Tanulmányok
1972-ben szerzett orvosi diplomát. Pszichiáter szakképesítést 1976-ban, orvosi pszichológus képesítést 1981-ben, pszichoterapeuta képesítést 1985-ben, szakvizsgát 1993-ban, addiktológus szakképesítést 1992-ben szerzett. Felvették a kiképző csoport-pszichoterapeuták regiszterébe is.

### Munkássága
1977 óta a Baranya Megyei Kórház Mentálhygiénés Intézetében, intézeti szakfőorvosként dolgozott. 1984. szeptember 1-től a Baranya Megyei Kórház Mentálhygiénés Intézetének vezető főorvosává nevezték ki. 1987-től volt a Pécsi Tudományegyetem oktatója.
Több mint húsz évet foglalkozott a pszichoterápia különböző ágaival illetve folytatott pszichoterápiás tevékenységet.
Tudományos érdeklődése kiterjedt egyfelől a pszichoterapeuta identitás rejtett összetevőire, másrészt az álommunkára fókuszáló dinamikus rövidterápia szemiotikai kutatására. Harmadsorban foglalkoztatta filmművészet és pszichoterápia kapcsolatának kérdése és lehetőségei a pszichoterapeuta képzésben.

## Társasági tagságok
- A Magyar Pszichoterápiás Társaság Délnyugat-Magyarországi Tagozatának titkára (1984-1988) 1988 szeptemberétől elnöke
- 1993-tól a Pannonia Pszichiátriai Egyesület elnöke
- 1993-tól a Dinamikus Rövidterápiás Egyesület és Alkotó Műhely (DREAM) elnöke
- 1995-től 2005-ig a Pszichiátriai Szakmai Kollégium tagja
- 1998-tól a Magyar Pszichiátriai Társaság alelnöke

## Legfontosabb publikációi
- Bókay Antal, Jádi Ferenc, Stark András: "Köztetek lettem én bolond..." JAK füzetek, Magvető, 1982
- dr. Stark András: Öngyilkossági krízisben induló rövid-intenzív pszichoterápia medicina. Budapest, 1987
- dr. Stark András: Egy pszichoterapeuta identitásának gyökerei a magyar zsidó kultúrában. in. Múzsák a díványon. MPT, Budapest, 1992 (Új kiadás: Múzsák a díványon – Pszichoterápia és kultúra. Szerk: Füredi János - Buda Béla, Medicina, 2006
- Emlékezz! Emlékkönyv a pécs-baranyai zsidóság deportálásának 50. évfordulójára; szerk. Stark András, Vargha Dezső; Jelenkor–Pécsi Izraelita Hitközség, Pécs, 1994
- Dr.Stark András: Agresszió és szeretet - a szenvedély kötelékei a párkapcsolatokban - filmművészeti alkotások tükrében. Magyar Pszichoanalitikus Egyesület Konferenciája. Budapest, 1996. október 25-26.
- Stark András: Pszichoterápia és filmművészet Ingmar Bergman filmjeinek tükrében. Előadás a Magyar Filmintézetben. Budapest, 1997. április 25.
- Stark András: Persona fehér köpenyben. Filmvilág, 1998 március, 7-11 oldal.
- Stark András: Bábeli fogságban. Zsidó motívumok Jancsó Miklós korai játékfilmjeiben. in. Minarik, Sonnenschein és a többiek - Zsidó sorsok magyar filmen. MAZSIKE-Szombat, Budapest, 2001
- Dr. Stark András: A család, mint lélektani tér. A párkapcsolati intimitás és a szexualitás megjelenítése a filmművészetben. In.: Család-pszichiátria-terápia. Szerk.: Koltai Mária. Medicina, Budapest, 2003
- Stark András: Álom - filmművészet – pszichoterápia. In.: Az álom alagútján A DREAM–terápia. pro die, 2008, 65-84. oldal
- Stark András: A DREAM–terápia elméleti alapjainak kialakulása és szervezeti hátterének megteremtése – történeti visszatekintés. In.: Az álom alagútján. A DREAM–terápia. pro die, 2008, 95- 115. oldal
- Stark András et al.: A DREAM-terápiás folyamat szakaszai. In.: Az álom alagútján. A DREAM–terápia. pro die, 2008, 156-176. oldal